# Cartomància
La cartomància és una tradició que pretén endevinar el futur llegint-lo a la baralla de cartes passada a l'atzar. Se sol utilitzar les cartes del tarot però també es fa amb una baralla ordinària. Es conserven proves escrites de cartomància a Europa des del segle xiv. És una de les anomenades ciències ocultes, una pseudociència sense qualsevol base científica.
Els trèvols s'assimilen al poder, els rombes o ors a la salut, els cors i copes a l'emoció i les piques o espases a allò que afecta a l'esfera de la intel·ligència. Usualment s'usen responent a una pregunta concreta del client.